# Volpiano
Volpiano là một đô thị ở tỉnh Torino trong vùng Piedmont, có vị trí cách khoảng 15 km về phía đông bắc của Torino, nước Ý. Tại thời điểm ngày 31 tháng 12 năm 2004, đô thị này có dân số 13.638 người và diện tích là 32,4 km².
Đô thị Volpiano có các frazioni (các đơn vị trực thuộc, chủ yếu là các làng) Cascine Di Malone.
Volpiano giáp các đô thị: San Benigno Canavese, Lombardore, Chivasso, Leinì, Brandizzo, và Settimo Torinese.